# Рудакевич Оксана Михайлівна
Оксана Михайлівна Рудакевич - письменниця, громадська дічка, артистка театрів Галичини і заокеанської діаспори, «на поселенні», членкиня Об'єднання митців Української сцени, артистка театру «У п'ятницю», активістка Українського музею, Українського культурно освітнього центру, журналістка. Належала до першої хвилі української еміграції.

## Біографія
Оксана Рудакевич-дочка о. Михайла Кліма, в'язня радянських концтаборів, і Галини, з дому Руденської. Народилась 1914 року у Білих Ославах, а дитинство провела на Львівщині, у Шуровичах. Навчалась у семінарії міста Станислава(нині Івано-Франківськ). Опісля коротко вчителювала й, тоді ж, вступила до театру ім. І Тобілевича, який згодом об'єднавс із театром «Заграва» і змінив назву на театр ім. І.Котляревського. Там вона ознайомилась із своїм майбутнім чоловіком Ярославом(Пінотом) Рудакевичем.
З першої радянської окупації Галичини Оксана працювала у Львові, в театрі Лесі Українки; за німецької окупації — у Львівському оперному театрі.

### Період еміграції
Під час еміграції подружжя Рудакевичів опинилося в таборі Ля-Гароде, в Ашаференбургу, де Оксана вступала з гуртом інших акторів у кількох п'єсах.
Згодом Оксана та Ярослав разом із своїми дітьми: синами Яремою та Юрієм та дочкою Лідією, переїхали до Філадельфії(США), де Оксана Разом із чоловіком виступали у багатьох п'єсах під керівництвом Володимира Блавацького; пізніше у театрі «У п'ятницю» під керівництвом Вородимира Шашаровського.
Померла Оксана Михайлівна Рудкевич 29 червня 1983 року у Філадельфії. Похована на українському католицькому цвинтарі у передмісті Факс Чейс(штат Філадельфія).

## Твори
У журналі «Вісті комбатанта» 1963 року опубліковано вірш Оксани «О пів на другою години» — з нагоди 20-ї річниці повстання Першої Української дивізії Української національної армії:
Подія ця була великої ваги
Ні жарт, ні псоти!
Для українських ревних патріотів,
Що в запічку сидіти не хотіли,
Ні в коло жінки грітись,
Ні бавити дітей,
Яким неволя й гніт
У серці кров'ю обкипіли.
Таким вважалася свободи візія,
То кличка шекспірівська
«Бути-не бути нам!»
Ходила між братів,
То висіла в повітрі,
Снувала між хати,
Чіплялася плотів-
Творилася Дивізія!
Гей, всяк, хто жив, у кого руки дужі,
Кого не страшать сни кривавих жнив,
Кому світанок волі не байдужий,
Ставай в ряди,
Іди!
І ми пішли— такі як ти, як він,
Як брат мій, як товариш,
Чи з міста чи з села,
Чи з гір, чи з полонин,
Підгір'я, чи долин-
Страхом, чи смерти маревом
Ти їх не вдариш.
Пішли назустріч сонцю золотому
У сонячну вступили візію
Пішли в Дивізію.
Ну і почався наш аркан кривавий,
Ще з досвітку, ще зранку,
На зорі, на світанку,
Одної дощової днини

О пів до другої години.
Танок пекельний був-
То раз гопак огнистий,
То козачок, дрібушка чи чардаш,
То знов кардиль, повільний,як конання,
Та кожний наш!
Гарячий і тремтливий, як кохання.
«Прощай, матусе рідна моя!
Тоді вже кучерів моїх не розчесати!
Здорова будь, дружино вірна, бойова,
Що плід сподіваний під серцем носиш:
Твій муж і батько
Поклявся гордий спати,
Бо знає, що в світлицю
Його вже не запросиш.
'
Ні довго, ні коротко
Тривала ця забава.
Кому здалась моментом,
Кому цілим століттям.
Ввійшли у книг сторінки,
Як невмируща слава,
Що чуйно спить, покрита
Смерековим вже віттям.
Для нас її початок і кінець
Одної дощової днини,
О пів до другої години».
Сьогодні в нас Дивізії двадцятиріччя,
Не паростас, не поминки плаксиві!
Ми лиш згадаєм тих,
Що за стрілецький звичай
Свої буйні чуприни дали рідній ниві.
Їм «Отче наш» і
«Вічну пам'ять» тихо скажем,
Ми лиш дітей учити будем, 

Гляди ж сину,
Ти рідній справі, як тамті,
Будь вірний до загину,
Щоб, як почув: «Прийшла хвилина, час іти до бою»,-
То не проґавив тієї пам'ятної днини,
О пів до другої години!